# Mumbai Challenger 2001
Il Mumbai Challenger 2001 è stato un torneo di tennis facente parte della categoria ATP Challenger Series nell'ambito dell'ATP Challenger Series 2001. Il torneo si è giocato a Mumbai in India dal 12 al 18 febbraio 2001 su campi in cemento.

## Vincitori

### Singolare
Federico Luzzi ha battuto in finale  Stefano Galvani con il punteggio di 6(2)–7, 7–5, 7–6(4)

### Doppio
František Čermák /  Ota Fukárek hanno battuto in finale  Mahesh Bhupathi /  Fazaluddin Syed con il punteggio di 7–6(4), 4–6, 7–5